# Jørgen Borchersen
Jørgen Borchersen (* 9. April 1917 in Ilulissat; † 4. März 1973 in Qaqortoq) war ein grönländisch-dänischer Kaufmann und Landesrat.

## Leben
Jørgen Borchersen war der Sohn des in Grönland arbeitenden dänischen Arztes Hjalmar Mobell Borchersen (1888–?) und der dänischen Krankenschwester Olga Johanne Margrethe Pedersen (1893–?). Er begann nach einer Ausbildung in Dänemark 1937 als Volontär an vielen Orten in Westgrönland nacheinander zu arbeiten, bevor er 1946 zum Handelsinspektor in Ittoqqortoormiit ernannt wurde. 1958 wurde er zum Handelschef in Tasiilaq ernannt. Als einer von nur vier Dänen wurde Jørgen Borchersen 1963 Mitglied in Grønlands Landsråd. Er übergab seinen Sitz 1966 an Harald Ignatiussen, da er zum Handelschef in Qaqortoq ernannt wurde, wo er schließlich 1973 im Alter von 56 Jahren verstarb. 1968 war er zum Ritter des Dannebrogordens ernannt worden.